# Wenzel Staněk
Wenzel Staněk, též Wenzel Stanek (9. dubna 1879 Teplice-Šanov – 4. října 1926 Cheb), byl československý politik německé národnosti a meziválečný poslanec Národního shromáždění.

## Biografie
Pocházel z Teplic. Měl zčásti etnicky české předky.
Po parlamentních volbách v roce 1925 získal za Německou sociálně demokratickou stranu dělnickou v ČSR poslanecké křeslo v Národním shromáždění za německé sociální demokraty. Mandát ale nabyl až dodatečně roku 1926 jako náhradník poté, co zemřel poslanec Oswald Hillebrand. V poslaneckém křesle ale vytrval jen několik měsíců, protože zemřel. Po jeho smrti křeslo ve sněmovně obsadil Franz Katz.
Už koncem 19. století se začal jako tesařský dělník angažovat v odborovém a rakouské sociální demokracii. Působil v regionu Karlovy Vary, Mariánské Lázně, Cheb (zde jako krajský předseda), ale i ve Vídni. Ve volbách roku 1911 mu jen těsně uniklo křeslo na Říšské radě. Zemřel na srdeční chorobu v chebské nemocnici.